# St Mary’s Church (Inverness)

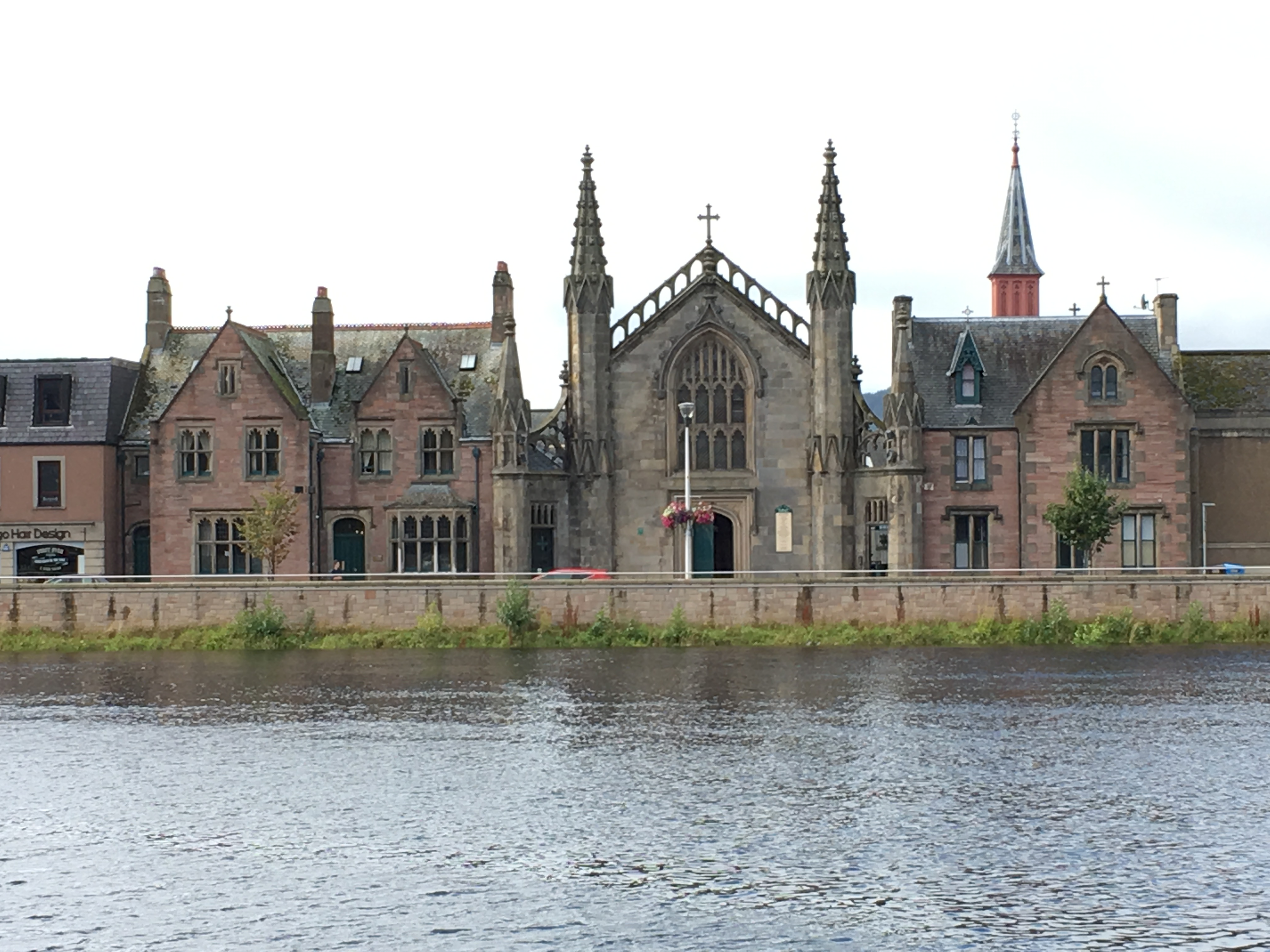
St Mary’s Church

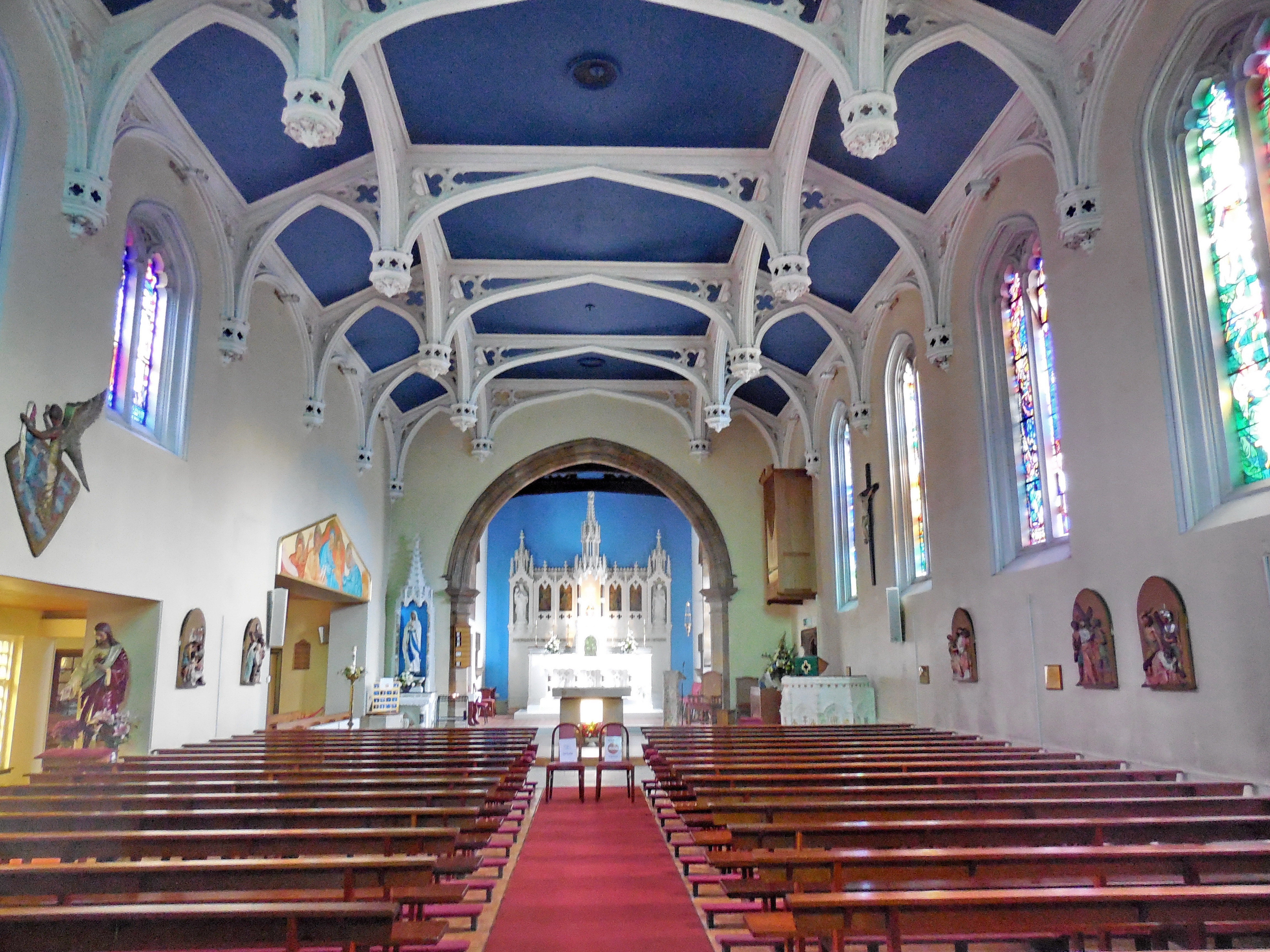
Blick über den Innenraum zum Chorraum

Die St Mary’s Church, auch mit der Präzisierung Our Lady of the Annunciation, ist ein römisch-katholisches Kirchengebäude in der schottischen Stadt Inverness in der Council Area Highland. 1971 wurde das Bauwerk in die schottischen Denkmallisten in der höchsten Denkmalkategorie A aufgenommen.

## Geschichte
Nach der Reformation in Schottland wurden römisch-katholische Gemeinden mit Argwohn, teils mit Feindseligkeit begegnet, weshalb die kleinen Katholikengemeinden meist im Freien oder in unscheinbaren Geheimkirchen zusammenkamen. Mit Verabschiedung des Catholic Emancipation Act im Jahre 1829 gewannen die Gemeinden Freiheiten und begannen neue Kirchengebäude zu bauen. Der Bau der St Mary’s Church wurde 1836 als erstes katholisches Kirchengebäude in Inverness seit Jahrhunderten begonnen und im folgenden Jahr abgeschlossen. Am 2. April des Jahres wurde sie eröffnet. Für den Entwurf der Marienkirche zeichnet der in Elgin ansässige Architekt William Robertson verantwortlich. Um der wachsenden Gemeinde zu genügen, wurde bis 1888 ein Chor ergänzt. Bis 1894 wurde die Kirche abermals erweitert. Der erweiterte Chorraum erhielt einen Hochaltar aus Pierre de Caen, der an die Arbeiten Peter Paul Pugins erinnert. William Laidlaw Carruthers, welcher die Erweiterung plante, erhielt zuvor Anleitung von Pugins.

## Beschreibung
Die St Mary’s Church steht an der Huntly Street. Die Huntly Street verläuft entlang des linken Ness-Ufer. Die St Mary’s Church blickt über den Ness auf die Old High Church, die heute profanierte Queen Street Church und die Free North Church zu welcher die Greig Street Bridge als Fußgängerbrücke über den Ness führt. Die Saalkirche ist neogotisch im Perpendicular Style ausgestaltet. Das spitzbogige Hauptportal an der nordostexponierten Hauptfassade ist in eine längliche Aussparung mit profilierter Laibung und schlichtem Gesims eingelassen. Oberhalb des Portals erstreckt sich ein weites Maßwerk mit geschwungener Verdachung. Die flankierenden oktogonalen Türme laufen in Fialen aus. An sie schließen sich fallende Blendmauern an, die wiederum an kleineren oktogonalen Türmen enden.